# Electro
Electro (eller electro-funk) er en genre af elektronisk musik og tidlig hip hop der er direkte påvirket af brugen af Roland TR-808 trommemaskiner, og funk. Albums inden for denne genrer bruger typisk trommemaskiner og tunge elektroniske lyde, ofte uden vokal, selvom brug af vokal kan indgå, hvor de i så fald bliver leveret udtryksløst og ofte gennem elektronisk forvrængning som vocoding eller talkbox. Dette er den primære forskel fra electro og tidligere udbredte genrer som disco, hvor de elektroniske lyder kun var en del af instrumenterne. Det afviger også fra forgængeren boogie ved at være mindre vokalorienteret og ved at fokuserer mere på de elektroniske beats, der produceres af trommemasiner.

## Kunstnere
- Afrika Bambaataa[7][8]
- Alpha 606
- Arabian Prince
- Aux 88
- Arthur Baker[8]
- Tyrone Brunson
- C2C
- Chromeo
- C.O.D.
- Davy DMX
- DMX Krew
- Dopplereffekt
- Drexciya
- Egyptian Lover[8]
- Elephanz
- Bernard Fowler [8]
- Freestyle[7]
- Glasperlenspiel[8]
- Grandmaster Flash
- Grandmaster Melle Mel[8] Grandmixer D.S.T.
- Herbie Hancock[7][8]
- Hashim
- I-F
- Imatran Voima
- Jackal & Hyde
- Michael Jonzun
- Jonzun Crew[7][8]
- Kid Frost
- Kraftwerk[7][8]
- LA Dream Team
- Lemaitre[8]
- LFO
- Lil B
- Liquid Liquid[8]
- Locked Club
- Maggotron
- Man Parrish[8]
- Mantronix[7]
- Midnight Star
- Mr. Magic
- Mr Velcro Fastener
- Music Instructor
- Newcleus[7][8]
- Planet Patrol
- Anthony Rother
- Scape One
- The Sugarhill Gang[8]
- Roger Troutman
- Volsoc
- Warp 9
- World Class Wreckin' Cru
- Zapp